# Paula Banholzer
Paula Banholzer (* 6. August 1901 in Markt Wald; † 25. Februar 1989 in Augsburg) war Erzieherin und Bertolt Brechts erste Jugendliebe.

## Leben
Geboren und aufgewachsen ist die Tochter des Arztes Carl Banholzer im mittelschwäbischen Markt Wald im heutigen Landkreis Unterallgäu. Später besuchte sie eine höhere Mädchenschule, die Augsburger Maria-Theresia-Schule (heute Maria-Theresia-Gymnasium). Banholzer und Brecht lernten sich in Augsburg im Frühling 1917 kennen. Brecht nannte Paula auch „Bi“ oder auch „Bittersweet“ („Bittersüß“). Diesen Kosenamen entnahm er dem Drama Der Tausch von Paul Claudel.
Ende 1918 wurde Banholzer von Brecht schwanger. Er suchte daher ihren Vater auf, um seine Zustimmung zu einer Heirat zu bekommen, dieser lehnte jedoch ab und schickte seine schwangere Tochter aufs Land, nach Kimratshofen im heutigen Landkreis Oberallgäu. Dort kam im Juli 1919 ihr Sohn Frank zur Welt, benannt nach Brechts damaligem Vorbild Frank Wedekind; er fiel am 13. November 1943 als Obergefreiter in Porchow an der Ostfront. Nach der Geburt nahm Banholzer ihre Liebesbeziehung zu dem mittlerweile in München lebenden Brecht wieder auf. Eine erneute Schwangerschaft endete im November 1921, möglicherweise durch eine Abtreibung. Brecht setzte die Beziehung fort, hatte aber gleichzeitig auch Liebesbeziehungen mit Marianne Zoff und der Medizinstudentin Hedda Kuhn.
Im Juli 1921 gelang Banholzer ein erster distanzierender Schritt, als sie eine Stelle als Erzieherin in Nürnberg annahm. Als Brecht, nunmehr mit Marianne Zoff verheiratet, im Februar 1924 von Banholzers Heiratsabsichten mit ihrem späteren Mann, dem Augsburger Kaufmann Hermann Groß, erfuhr, schickte er Helene Weigel nach Augsburg, um „Bi“ nach Berlin zu holen. Paula Banholzer kam jedoch nicht.
1981 schrieb sie ihre Memoiren, die als Buch veröffentlicht wurden. 29 Briefe Brechts an Banholzer fanden sich im Nachlass seines Bruders Walter Brecht. Sie erschienen 1992 in Buchform.

## Film
- Bi und Bidi in Augsburg. Dokumentarfilm von Heinrich Breloer über den jungen Bertolt Brecht und Paula Banholzer, 1978.

## Audio
- Podcast "Liebe Tante Helli. Brechts jüdische Schwiegerfamilie, sein unehelicher Sohn Frank und die deutsche Geschichte." Podcast über Bertolt Brechts und Paula Banholzers gemeinsamen Sohn Frank und die Beziehung der beiden.